# Glossario sui polinomi
Questo glossario sui polinomi comprendere termini e concetti relativi a queste entità che rivestono grande importanza per svariati sviluppi della matematica e delle sue applicazioni.
Nel titolo e nel testo delle voci, per “polinomio” si intende, se non altrimenti specificato, un polinomio algebrico in una sola variabile

## A

### Abel (polinomi di)
I polinomi di Abel costituiscono una sequenza polinomiale aventi la forma {\displaystyle x(x-na)^{n-1}} con n naturale.
Costituiscono una sequenza polinomiale di tipo binomiale definita tramite la formula ricorsiva:
{\displaystyle {d \over dx}p_{n}(x)=np_{n-1}(x)}
[indice]

### Algebrico (polinomio)
Si chiama polinomio algebrico nelle variabili x1, x2, x3,….., xk,  una combinazione lineare di potenze intere delle variabili suddette. In particolare un polinomio algebrico di grado (o ordine) n nella sola variabile x è rappresentabile con
{\displaystyle f(x)=a_{0}+a_{1}x+a_{2}x^{2}+\ldots +a_{n}x^{n}\,\!}
[indice]

### Anello dei polinomi
L'insieme dei polinomi con coefficienti in un campo (per esempio quello dei numeri reali o dei complessi ) ha la struttura algebrica di anello. È dotato di una somma e di una moltiplicazione tali che:
- -     - la somma di due polinomi è un polinomio che ha per componenti (monomi) la somma dei monomi simili dei polinomi addendi;
    - il prodotto di due polinomi è un polinomio i cui componenti si ottengono moltiplicando ogni monomio del primo con ogni monomio del secondo;
    - l'elemento neutro dell'addizione è il polinomio 0 (composto solo da zeri), e quello della moltiplicazione è il polinomio 1 (costante uno);
    - l'inverso additivo di un polinomio è quello che ha gli stessi monomi del polinomio dato, ma col segno opposto

[indice]

## B

### Bell (polinomi di)
Polinomi in più variabili che hanno applicazioni nell'analisi combinatoria: i coefficienti di questi polinomi forniscono il numero di partizioni in cui un insieme di n elementi può essere suddiviso in due o più parti.
Per esempio il polinomio di Bell B6,2(x1, x2, x3, x4, x5) fornisce il numero partizioni in cui un insieme di 6 elementi può essere diviso in due gruppi. Siccome
{\displaystyle B_{6,2}(x_{1},x_{2},x_{3},x_{4},x_{5})=6x_{5}x_{1}+15x_{4}x_{2}+10x_{3}^{2}}
significa che un insieme di 6 elementi può essere suddiviso in 6 modi diversi (coefficiente di {\displaystyle x_{5}x_{1}}) in due parti rispettivamente di 5 e 1 elementi, oppure in 15 modi diversi in due parti rispettivamente di 4 e 2 elementi, oppure in 10 modi diversi in due gruppi di 3 elementi ciascuno.
[indice]

### Bernoulli (polinomi di)
I polinomi di Bernoulli sono definiti in modo iterativo e consentono di calcolare la somma delle k-esime potenze dei primi n interi, note le somme delle precedenti (k-1)-esime potenze degli stessi numeri. Utilizzati nello studio della funzione zeta di Riemann e di altre funzioni speciali, sono strettamente legati ai numeri di Bernoulli.
[indice]

### Binomio
Polinomio costituito da due monomi (ovvero è la somma algebrica di due monomi)
[indice]

### Binomio di Newton
Sinonimo di Teorema binomiale
[indice]

## C

### Calcolo umbrale
Con il termine calcolo umbrale si indica una notazione che permette di trattare identità su successioni numeriche considerando gli indici dei componenti come se fossero esponenti. Questo metodo, anche se privo di completi e rigorosi fondamenti, si rivela spesso efficace.
Attualmente il calcolo umbrale viene principalmente utilizzato per lo studio delle sequenze di Sheffer
[indice]

### Campo di spezzamento di un polinomio
Campo nel quale il polinomio possa essere fattorizzato in binomi di primo grado
[indice]

### Campo di riducibilità completa
Sinonimo di Campo di spezzamento

### Caratteristico (polinomio)
Il polinomio caratteristico di una matrice rispetto ad una variabile x è il determinante della matrice ottenuta sottraendo alla matrice data il prodotto fra lo scalare x e la matrice identità: pA(x) = det (A - xI) , dove A è la matrice data e I è la matrice identità.
Le radici del polinomio caratteristico sono gli autovalori della matrice associata
[indice]

### Chebyshev (o Čebyšëv) (polinomi di)
I polinomi di Chebyshev nella variabile x, costituiscono una sequenza polinomiale definita tramite la formula ricorsiva {\displaystyle T_{n+1}(x)=2xT_{n}(x)-T_{n-1}(x)} con {\displaystyle T_{0}(x)=1} e {\displaystyle T_{1}(x)=x}.
Costituiscono le soluzioni polinomiali di una equazione differenziale
[indice]

### Ciclotomici (polinomi)
I polinomi ciclotomici nella variabile x, costituiscono una sequenza polinomiale. L'n-esimo polinomio ciclotomico è il polinomio formato dalle radici n-esime primitive dell'unità. Le radici primitive dell'unità sono quelle che generano l'intero gruppo delle radici n-esime dell'unità, ovvero sono quelle che, se m < n, si ha  xm ≠ 1 mentre, ovviamente, xn = 1
[indice]

### Coefficiente binomiale
Il coefficiente binomiale è una funzione a due variabili intere  n > 0 e 0 ≤ k ≤ n , definita come
{\displaystyle C(n;k)={\frac {n!}{k!\cdot \left(n-k\right)!}}={n \choose k}}
(dove n! è il fattoriale di n). Il coefficiente binomiale può essere calcolato anche col triangolo di Tartaglia.
Ha importanza per i polinomi in quanto lo sviluppo delle potenze dei binomi può essere espresso mediante i coefficienti binomiali (vedere il teorema binomiale)
[indice]

### Coefficiente binomiale simmetrico
Funzione a due variabili intere positive, simmetrica nei suoi argomenti. È una variante del coefficiente binomiale, tanto che può essere espressa come
{\displaystyle {\mbox{cbins}}(h,k)={h+k \choose h}\qquad \qquad {n \choose h}={\mbox{cbins}}(h,n-h)}
È una funzione capace di enumerare configurazioni discrete equivalenti di un sistema
[indice]

### Coefficienti di un polinomio
Valori costanti (numeri) dei singoli monomi. Ogni monomio ha un solo coefficiente. Il coefficiente del monomio di grado massimo prende il nome di coefficiente direttore, mentre quello del monomio di grado zero prende il nome di termine noto
[indice]

### Completo (polinomio)
Polinomio in una sola variabile in cui i coefficienti sono tutti diversi da zero
[indice]

### Congruenze polinomiali
Estensione ai polinomi del concetto di congruenza modulo n definita sui numeri reali.
Due polinomi P(x) e Q(x) nella variabile intera x , si dicono congrui modulo n, dove n è un intero positivo, se per ogni valore di x, intero, assumono valori congrui mod n, vale a dire che P(x) – Q(x)  {\displaystyle \equiv } 0 mod n.
Due numeri sono congrui mod n se e solo se divisi per n hanno lo stesso resto
[indice]

### Conica (curva o funzione)
Curva piana esprimibile mediante un polinomio di 2° grado. Il nome deriva dal fatto che queste curve (circonferenza, ellisse, parabola. iperbole) si ottengono sezionando la superficie di un cono con un piano
[indice]

### Contenuto
Il contenuto di un polinomio è il massimo comune divisore dei suoi coefficienti
[indice]

### Criterio di Eisenstein
È un criterio per dimostrare l'irriducibilità dei polinomi primitivi a coefficienti interi
[indice]

### Criterio di Routh-Hurwitz
Criterio per determinare il numero di radici con parte reale positiva di un polinomio in una variabile con radici complesse. È una generalizzazione della regola di Cartesio (applicabile solo ai polinomi con radici reali). Il criterio prevede l'utilizzo di matrici e determinanti
[indice]

### Cubica (curva o funzione)
Curva piana esprimibile mediante un polinomio di 3° grado della forma  {\displaystyle f(x)=ax^{3}+bx^{2}+cx+d}

## D

### Decomposizione in frazioni parziali
Tecnica di calcolo che permette di trasformare il rapporto tra due polinomi P(x) e Q(x), di cui ‘'P’' abbia grado inferiore di ‘'Q’', nella somma di più rapporti di polinomi di grado inferiore a quelli dati
[indice]

### Diofanteo (polinomio)
Polinomio in cui tutti i coefficienti e tutte le variabili sono numeri interi. Polinomi diofantei in più variabili potrebbero non avere radici (intere) come per esempio {\displaystyle p(x,y,z)=x^{n}+y^{n}-z^{n}} quando {\displaystyle n>2} (ultimo teorema di Fermat)
[indice]

### Disequazione algebrica
Disequazione, ovvero relazione d'ordine di disuguaglianza fra due polinomi ad una o più incognite e ricerca dei valori (generalmente intervalli) delle incognite che soddisfano questa relazione.
Una disequazione fra due polinomi può sempre essere trasformata in una disequazione di cui uno dei due polinomi (membri della disequazione) è uguale a 0 . Sotto questa forma la disequazione si dice:
- -     - lineare se il polinomio non nullo è di grado ‘'1’';
    - quadratica se è di grado "2;
    - cubica se è di grado "3"

[indice]

### Disequazione fratta
Disequazione, ovvero relazione d'ordine di disuguaglianza in cui almeno una delle incognite compare nel denominatore di almeno una frazione. Una disequazione fratta può sempre ricondursi ad un sistema di disequazioni algebriche polinomiali, purché numeratori e denominatori delle frazioni date siano a loro volta dei polinomi algebrici
[indice]

### Divisione di polinomi
Due polinomi A(x) e B(x) nella variabile x, di cui il primo abbia grado maggiore o uguale al secondo, possono essere divisi fra di loro per ottenere un polinomio quoziente Q(x) e un polinomio resto R(x) per i quali vale la relazione A(x) = B(x)Q(x) + R(x) (il grado di quest'ultimo è inferiore a quello del polinomio divisore).
La regola di Ruffini per dividere polinomi è applicabile solo se il denominatore è un binomio.
Se i polinomi hanno i coefficienti appartenenti ad un campo (per esempio numeri reali o complessi), quoziente e resto sono unici per ogni coppia di polinomi
[indice]

## E

### Equazione algebrica
Una equazione è una uguaglianza fra due espressioni matematiche verificata per particolari valori di una i più quantità variabili dette  incognite. Se le due espressioni messe a confronto sono polinomi algebrici, l'equazione si dice algebrica.
Un'equazione algebrica si può sempre riportare al caso in cui uno dei due polinomi di confronto sia il polinomio nullo (zero).
Il grado di una equazione algebrica è il grado del polinomio non nullo, considerato solo nelle incognite (quindi escluse altre variabili o parametri)
[indice]

### Esponenziali (polinomi)
Sinonimo di polinomi di Touchard

## F

### Fibonacci  (polinomi di)
I polinomi di Fibonacci costituiscono una sequenza polinomiale definita ricorsivamente in modo analogo alla definizione dell'omonima successione:
{\displaystyle F_{1}(x)=1};
{\displaystyle F_{2}(x)=x}
{\displaystyle F_{n}(x)=xF_{n-1}(x)+F_{n-2}(x),} se n > 2
[indice]

### Formula di Newton
Sinonimo di Teorema binomiale
[indice]

### Funzione lineare
Funzione di una variabile espressa mediante un polinomio di 1° grado. In geometria analitica rappresenta una retta
[indice]

### Formule di Viète
Formule che mettono in relazione le radici di un polinomio in una variabile e i suoi coefficienti.
Per esempio in un polinomio di 2º grado {\displaystyle P(x)=ax^{2}+bx+c}, la formula di Viète mette in relazione le radici {\displaystyle x_{1}} e {\displaystyle x_{2}} dell'equazione {\displaystyle P(x)=0} e i coefficienti a, b, c:
{\displaystyle x_{1}+x_{2}=-{\frac {b}{a}},\quad x_{1}x_{2}={\frac {c}{a}}.}
[indice]

### Funzioni polinomiali
Funzioni matematiche esprimibili tramite un polinomio in una o più variabili. Per esempio la funzione polinomiale {\displaystyle f(x)=ax+b,} rappresenta una retta, {\displaystyle f(x,y)=ax+by+c,} rappresenta un piano
[indice]

## G

### Gegenbauer (polinomi di)
I polinomi di Gegenbuauer (detti anche polinomi ultrasferici) sono le soluzioni delle equazioni differenziali di Gegenbauer (equazioni differenziali del secondo ordine). Sono una generalizzazione dei polinomi di Legendre e costituiscono una sequenza polinomiale di polinomi ortogonali
Riferimenti esterni: GegenbauerPolynomial
[indice]

### Grado di un monomio
Il grado di un monomio è la somma degli esponenti dei suoi elementi simbolici (variabili). Un monomio costante (costituito solo da un numero) è di grado zero.
Per es. il monomio {\displaystyle 3ab^{2}c^{4}} è di grado 7.
 [indice]

### Grado di un polinomio
Il grado di un polinomio è pari al grado del suo monomio di massimo grado.
Per es. il polinomio {\displaystyle 3ab^{2}c^{2}+5ab^{3}+7a^{4}bc^{3}} è di grado 8.
 [indice]

## H

### Hermite (polinomi di)
I polinomi di Hermite costituiscono una sequenza polinomiale in cui l'n-esimo polinomio (di grado n) è definito tramite una funzione esponenziale e la sua derivata n-esima. Fra i loro utilizzi spicca il calcolo delle probabilità
[indice]

### Hurwitz  (polinomio di)
Polinomio in cui tutte le radici sono numeri complessi aventi parte reale negativa. Per essere di Hurwitz, è necessario, ma non sufficiente, che tutti i coefficienti del polinomio siano positivi; viceversa, siccome tutte le radici del polinomio si trovano nella parte sinistra del piano complesso, per essere di Hurwitz è necessario e sufficiente che il polinomio soddisfi il criterio di Routh-Hurwitz
[indice]

## I

### Identità di Newton
Le identità di Newton rappresentano un metodo per descrivere le radici di un polinomio.. Sono formule ricorrenti basate sugli autovalori di una matrice a sua volta legata al polinomio caratteristico
[indice]

### Invertibile (polinomio)
Un polinomio è invertibile se ne esiste un altro che moltiplicato con il primo dà, come prodotto, l'unità. Ogni polinomio che sia un monomio costante è invertibile. Si può dimostrare che le costanti sono gli unici polinomi invertibili
[indice]

### Ipergeometrici (polinomi)
Sinonimo di polinomi di Jacobi
[indice]

### Irriducibile (polinomio)
Un polinomio è irriducibile se non esistono due polinomi (di grado inferiore) che moltiplicati fra loro diano il polinomio dato. La riducibilità o meno di un polinomio dipende fortemente dal campo a cui appartengono i coefficienti: per esempio il polinomio {\displaystyle p(x)=x^{2}+1} è irriducibile in campo reale, mentre è riducibile in campo complesso: {\displaystyle p(x)=(x-i)(x+i)}
[indice]

## J

### Jacobi (polinomi di)
I polinomi di Jacobi, detti anche polinomi ipergeometrici, sono una sequenza di polinomi ortogonali a due parametri. Utili nello studio dei gruppi di rotazione e nella soluzione di equazioni del moto. Costituiscono le soluzioni dell'equazione differenziale di Jacobi
[indice]

## L

### Laguerre (polinomi di)
I polinomi di Laguerre costituiscono una sequenza di polinomi mutuamente ortogonali, definiti ricorsivamente nel seguente modo:
{\displaystyle L_{0}=1}
{\displaystyle L_{1}=-x+1}
{\displaystyle (n+1)L_{n+1}(x)=(2n+1-x)L_{n}(x)-nL_{n-1}(x)} .
Costituiscono le soluzioni della equazione differenziale di Laguerre e hanno numerose applicazioni
[indice]

### Legendre (polinomi di)
I polinomi di Legendre costituiscono una sequenza polinomiale di polinomi mutuamente ortogonali che rappresentano le soluzioni di casi particolari dell'equazione differenziale di Legendre
Riferimenti esterni Legendre differential equation

[indice]

### Lemma di Gauss sui polinomi
Quando si parla di lemma di Gauss relativamente ai polinomi, in realtà si parla di due lemmi, di cui il secondo è una conseguenza diretta del primo:
- - il prodotto di due polinomi primitivi è anch'esso primitivo;
  - se un polinomio a coefficienti interi è irriducibile negli interi, allora è irriducibile anche nei razionali

[indice]

## M

### Matrice di Sylvester
La matrice di Sylvester è una matrice quadrata associata ad una coppia di polinomi in una variabile, che permette di verificare se i polinomi hanno un fattore comune non costante. La matrice, il cui ordine è la somma dei gradi dei due polinomi, si ottiene scrivendo nella prima riga i coefficienti dei polinomi, riempita a destra con “zeri” per gli elementi mancanti, e nelle righe successive gli stessi valori permutati ciclicamente; infine le ultime righe si costruiscono in modo analogo con i coefficienti del secondo polinomio
[indice]

### Monomi simili
Monomi che differiscono soltanto per la parte costante, mentre hanno identiche parti letterali. Due monomi simili possono essere sommati e formare un ulteriore monomio, simile ai primi due, in cui la parte costante è la somma delle costanti degli addendi
[indice]

### Monomio
Un monomio è una espressione matematica costituita da una costante presa in una struttura algebrica (tipicamente un numero reale o complesso) e/o una o più variabili (“parte letterale”), solitamente indicate con lettere dell'alfabeto latino, che rappresentano un elemento generico, legati solamente dalle operazioni di moltiplicazione e/o divisione (in realtà dire “divisione” è superfluo in quanto ogni divisione è equivalente ad una “moltiplicazione” per il reciproco del divisore). Esempi di monomi:
{\displaystyle 3,\quad x,\quad 5ab,\quad {\sqrt {2}}ab^{3},\quad -y^{3}x^{4}z,\quad 3a^{n}}.
La somma algebrica di due o più monomi forma un polinomio
[indice]

### Monico (polinomio)
Polinomio in una sola variabile in cui il coefficiente del monomio di grado massimo è uguale ad 1
[indice]

## N

### Nodi di Chebyshev (o Čebyšëv)
I nodi di Chebyshev sono le radici dei polinomi di Chebyshev
[indice]

### Nullo (polinomio)
Polinomio costituito solo da zeri. Elemento neutro per la somma di polinomi
[indice]

## O

### Omogeneo (polinomio)
Polinomio i cui monomi hanno tutti lo stesso grado
[indice]

### Operatore shift-equivariante
Un operatore shift-equivariante è un operatore che agisce su funzioni ‘'f(x)'’ e commuta con le traslazioni.

[indice]

### Ortogonali (polinomi)
Due polinomi si dicono ortogonali in un dato intervallo e rispetto ad una data funzione “peso”, se l'integrale su quell'intervallo del prodotto dei polinomi e della funzione peso è uguale a zero; l'operazione di integrazione detta sopra è praticamente un prodotto interno in uno spazio vettoriale.
Una famiglia, anche di infiniti elementi,si dice una famiglia di polinomi ortogonali se l'eguaglianza descritta sopra vale per ogni coppia di polinomi.
Esempi di successioni di polinomi ortogonali sono:
- - I polinomi di Hermite, in cui la funzione “peso” è la distribuzione normale di probabilità;
  - i polinomi di Legendre nell'intervallo [−1, 1], in cui la funzione “peso” è la distribuzione uniforme di probabilità

[indice]

### Ortonormali (polinomi)
Polinomi fra loro ortogonali si dicono ortonormali nello stesso intervallo e rispetto alla stessa funzione “peso” di ortogonalità, se l'integrale su quell'intervallo del prodotto di ogni polinomio moltiplicato per e stesso e per la funzione peso è uguale a 1
[indice]

## P

### Polinomio
Un polinomio è la somma algebrica di due o più monomi ciascuno dei quali è chiamato termine
[indice]

### Primitivo (polinomio)
Un polinomio in una variabile in cui il massimo comun divisore dei suoi coefficienti è uguale ad 1 si dice “primitivo”.
[indice]

### Prodotto di polinomi
Il prodotto di due polinomi dà come risultato un altro polinomio. Il prodotto si realizza moltiplicando ogni termine del primo polinomio con tutti i termini del secondo e sommando tutti i valori trovati. Se i polinomi sono a valori reali o complessi, il prodotto fra polinomi è commutativo
[indice]

## Q

### Quartica (curva)
Una curva quartica è una curva piana esprimibile mediante un polinomio di quarto grado a due variabili
[indice]

## R

### Radici di un polinomio
Le radici di un polinomio sono quei valori delle variabili che annullano il polinomio. Se il polinomio {\displaystyle p(x)} ha una sola variabile, le sue radici sono i valori {\displaystyle x_{i}} tali che {\displaystyle p(x_{i})=0}. Un polinomio di grado n ha al più n radici, anzi ne ha esattamente n in campo complesso e tenendo conto delle radici multiple
[indice]

### Regola dei segni di Cartesio
La regola di Cartesio sui segni (positività/negatività) delle radici di un polinomio di grado n si applica solo se tutte le radici del polinomio sono reali. Essa afferma che il numero di radici reali positive (tenendo conto anche delle radici multiple) è dato dal numero di cambi di segno fra due coefficienti consecutivi.
La sua generalizzazione al campo complesso è realizzata dal criterio di Routh-Hurwitz
[indice]

### Regola di Ruffini
La regola di Ruffini è un algoritmo per effettuare la divisione di un polinomio in una variabile per un binomio di primo grado nella stessa variabile. L'algoritmo permette di trovare sia il polinomio quoziente che il polinomio resto. È un algoritmo semplificato rispetto a quello generale per la divisione di polinomi. Si sostiene che sia pubblicato da Ruffini nel 1809.
[indice]

### Ridotto in forma normale (polinomio)
Polinomio in cui sono stati accorpati i monomi simili e sono stati eliminati i termini nulli
[indice]

### Riducibile (polinomio)
Un polinomio è riducibile se è possibile trovare due polinomi (di grado inferiore) che moltiplicati fra loro diano il polinomio dato. La riducibilità o meno di un polinomio dipende fortemente dal campo a cui appartengono i coefficienti: per esempio il polinomio {\displaystyle p(x)=x^{2}+1} è riducibile in campo complesso ({\displaystyle p(x)=(x-i)(x+i)}), ma irriducibile in campo reale
[indice]

### Risultante di due polinomi
Per risultante di due polinomi si intende il determinante della loro matrice di Sylvester
[indice]

## S

### Separabile (polinomio)
Due sono le definizioni di polinomio separabile:
- - un polinomio è separabile se i suoi fattori irriducibili hanno tutte le radici distinte nel proprio campo di spezzamento
  - un polinomio è separabile se non ha radici multiple

La seconda definizione è più restrittiva della prima, ma coincide con essa nel caso di polinomi irriducibili
[indice]

### Sequenza di Appell
Una sequenza di Appell è una sequenza polinomiale per i cui componenti pn(x) vale l'uguaglianza d/dx pn(x) = n pn-1(x)p~. Il loro insieme è contenuto propriamente nell'insieme delle sequenze di Sheffer ed è distinto dall'insieme delle sequenze di tipo binomiale
[indice]

### Sequenza di polinomi ortogonali
Sequenza polinomiale costituita da polinomi fra loro tutti ortogonali.
[indice]

### Sequenza di polinomi ortonormali
Sequenza polinomiale costituita da polinomi ortonormali.
[indice]

### Sequenza di tipo binomiale
Sequenza polinomiale per i cui componenti valgono le uguaglianze
{\displaystyle p_{n}(x,y)=\sum _{k=0}^{n}{n \choose k}\,p_{k}(x)\,p_{n-k}(y).}
Il loro insieme è contenuto propriamente nell'insieme delle sequenze di Sheffer
[indice]

### Sequenza di Sheffer
Sequenza polinomiale per i cui componenti pn(x) vale una uguaglianza del tipo Q pn(x) = n pn-1(x)p per qualche operatore shift-covariante Q
[indice]

### Sequenza polinomiale
Successione di polinomi pn(x)  per n=0,1,2,.. . tale che pn(x)  ha grado n
[indice]

### Successione polinomiale graduale
Sinonimo di sequenza polinomiale.

### Sequenza di Sturm
Una sequenza di Sturm su un intervallo finito o infinito (a,b) è una sequenza finita di polinomi p1(x), p2(x), ...,  pn(x) in cui l'ultimo polinomio pn(x) non si annulla mai nell'intervallo (a,b), e per ogni radice {\displaystyle x_{0}} di uno qualunque degli altri polinomi {\displaystyle p_{k}(x)} si ha
pk-1(x0) pk+1(x0)  < 0
[indice]

### Simmetrico (polinomio)
Polinomio che non varia se si scambiano fra loro due o più variabili, come, per esempio nel polinomio {\displaystyle x^{2}+y^{2}+z^{2}}
[indice]

### Somma di polinomi
Sommare due polinomi significa formare un terzo polinomio sommando algebricamente tutti i monomi dei due polinomi addendi eseguendo nel contempo la somma dei monomi simili
[indice]

### Sviluppo binomiale
Sinonimo di Teorema binomiale
[indice]

## T

### Teorema binomiale
Il teorema binomiale (chiamato anche formula o binomio di Newton) esprime lo sviluppo della potenza n-ma di un binomio. Considerato il binomio {\displaystyle (a+b)}, allora il teorema binomiale afferma che {\displaystyle (a+b)^{n}=\sum _{k=0}^{n}{n \choose k}a^{n-k}b^{k}} dove {\displaystyle {n \choose k}} rappresenta il coefficiente binomiale, che vale {\displaystyle {\frac {n!}{k!\cdot \left(n-k\right)!}}}  (n! è il fattoriale di n):
Il teorema vale per i numeri reali, i complessi, e in generale vale in ogni anello commutativo.
[indice]

### Teorema del resto
Il teorema del resto afferma che il resto della divisione di un polinomio P(x) per il binomio (x-a) (il resto è quindi una costante) corrisponde al valore che il polinomio assume in a, quindi a P(a)
[indice]

### Teorema delle radici razionali
Il teorema delle radici razionali afferma che le eventuali radici razionali di un polinomio a coefficienti interi in una variabile, hanno come numeratore un divisore del termine noto e come denominatore un divisore del coefficiente direttore (coefficiente del monomio di grado massimo)
[indice]

### Teorema di Abel-Ruffini
Questo teorema afferma che non è possibile trovare una formula generale che permetta di esprimere, tramite radicali, le soluzioni di equazioni algebriche complete di grado superiore al quarto
[indice]

### Teorema di Ruffini
Il teorema di Ruffini è un corollario del teorema del resto e afferma che un polinomio P(x) è divisibile per il binomio (x-a) se e solo  P(a)=0. In questo modo è possibile sapere se un polinomio è divisibile per un binomio senza eseguire la divisione
[indice]

### Teorema fondamentale dell'algebra
Il teorema fondamentale dell'algebra afferma che ogni polinomio a coefficienti complessi ha sempre almeno una radice complessa. Dal teorema segue che il polinomio ammette precisamente n radici, contate con la loro molteplicità.
[indice]

### Termine di un polinomio
Ciascuno dei monomi che costituiscono il polinomio
[indice]

### Termine noto (di un polinomio)
Monomio di grado zero di un polinomio ridotto in forma normale. È costituito solo da un numero (non contiene variabili)
[indice]

### Touchard (polinomi di)
I polinomi di Touchard costituiscono una sequenza polinomiale di tipo binomiale che può essere definita ricorsivamente tramite la formula  {\displaystyle T_{n+1}(x)=x\sum _{k=0}^{n}{n \choose k}T_{k}(x).}
Sono chiamati anche “polinomi esponenziali”
[indice]

### Trinomio
Polinomio costituito da tre monomi
[indice]

### Trigonometrici (polinomi)
Un polinomio trigonometrico è una combinazione lineare delle funzioni trigonometriche seno e coseno. In pratica quindi è un polinomio in cui le variabili sono mediate da una funzione trigonometrica (per es. {\displaystyle 3sen^{2}(x)+2cos(x)-5sen(x)cos(y)})
[indice]

## U

### Ultrasferico (polinomio)
Sinonimo di polinomio di Gegenbauer

## W

### Wilkinson (polinomio di)
Il polinomio di Wilkinson riguarda lo studio di algoritmi per la ricerca delle radici dei polinomi. È definito come
{\displaystyle w(x)=\prod _{i=1}^{20}(x-i)=(x-1)(x-2)\cdots (x-20).}
[indice]